# Riedling (Oberschneiding)
Riedling ist ein Ortsteil der Gemeinde Oberschneiding im niederbayerischen Landkreis Straubing-Bogen. Bis 1920 bildete es eine selbstständige Gemeinde.

## Lage
Das Dorf Riedling liegt am Ödbach etwa zwei Kilometer westlich von Oberschneiding.

## Vorgeschichte
Der neolithischen Münchshöfener Kultur (5. Jt. v. Chr.) fehlen formelle Grabbauten. Stattdessen sind Primär-, Sekundär- und Teilbestattungen nachgewiesen. Die Anlage in Riedling ist der größte Bestattungsplatz in der Gegend. In der Anlage wurden die Überreste von 39 Personen entdeckt. Die osteologische Untersuchung weist auf die Bestattung ausgewählter Personen. Die radiogenen 87Sr/86Sr-Isotopenverhältnisse ergaben, dass 9 von 20 Individuen nicht vor Ort aufgewachsen waren und einige von ihnen sogar im Kindesalter zugewandert waren. Der nächstmögliche Herkunftsort liegt jenseits der Donau. Die Kombination aus Morphologie und stabiler Isotopenanalyse ergab eine dynamische neolithische Population mit einer Subsistenzwirtschaft aus mehreren Ressourcen.

## Geschichte
Der Ort Riedling entstand in der Zeit der bajuwarischen Landnahme. Im Güterverzeichnis des Klosters Sankt Emmeram aus dem Jahr 1031 werden auch drei Huben in Ruodilinga erwähnt. Um die Wende zum 13. Jahrhundert hieß der Ort Rudlinge. Im Herzogsurbar von 1228/1241 fanden sich in Rvdilingen auch einige herzogliche Güter. Im Herzogsurbar von um 1310 hieß der Ort Ruedling. In der Güterbeschreibung des Landgerichtes Straubing von 1599 gehörte das nunmehrige Riedling zur Hauptmannschaft Niederschneiding.
Bei der Gemeindebildung kam Riedling 1818 zur Patrimonialgemeinde Oberpiebing, bildete dann aber 1821 eine selbstständige Ruralgemeinde im Landgericht Straubing. 1860 hatte die Gemeinde Riedling 330 Einwohner und 184 Gebäude in den Orten Aufham, Außerhienthal, Matting, Niederpiebing und Riedling. Das Dorf Riedling selbst hatte damals 100 Einwohner, 55 Gebäude und eine Kirche. Zur Gemeinde Oberpiebing gehörten zu dieser Zeit nur Oberpiebing selbst und Kirchmatting. Bei der Volkszählung 1900 hatte die Gemeinde eine Fläche von gut 1041 Hektar, 326 Einwohner und sechs Orte, der Weiler Pfaffenpoint gehörte jetzt auch zur Gemeinde. Am 1. August 1920 ging die Gemeinde Riedling in der Gemeinde Oberpiebing auf. Bei deren Auflösung gelangte Riedling im Zuge der Gebietsreform in Bayern am 1. Mai 1978 zur Gemeinde Oberschneiding. 1987 hatte Riedling 81 Einwohner.

## Sehenswürdigkeiten
- Filialkirche St. Bartholomäus. Sie stammt aus dem 18. Jahrhundert, die Vorhalle aus dem 19. Jahrhundert.